# Hipertermia
Hipertermia – stan podwyższonej ciepłoty ciała spowodowany czynnikami wewnętrznymi (np. wysiłek fizyczny, utrudnione oddawanie ciepła do otoczenia) lub zewnętrznymi (np. przebywanie w środowisku o wysokiej temperaturze). Może być również wynikiem infekcji wirusowej albo bakteryjnej (stan ten nazywany jest wówczas gorączką). Temperaturą ciała śmiertelną dla większości zwierząt jest 45 °C (dla człowieka to ok. 42–43 °C).